# Henry Brackenbury

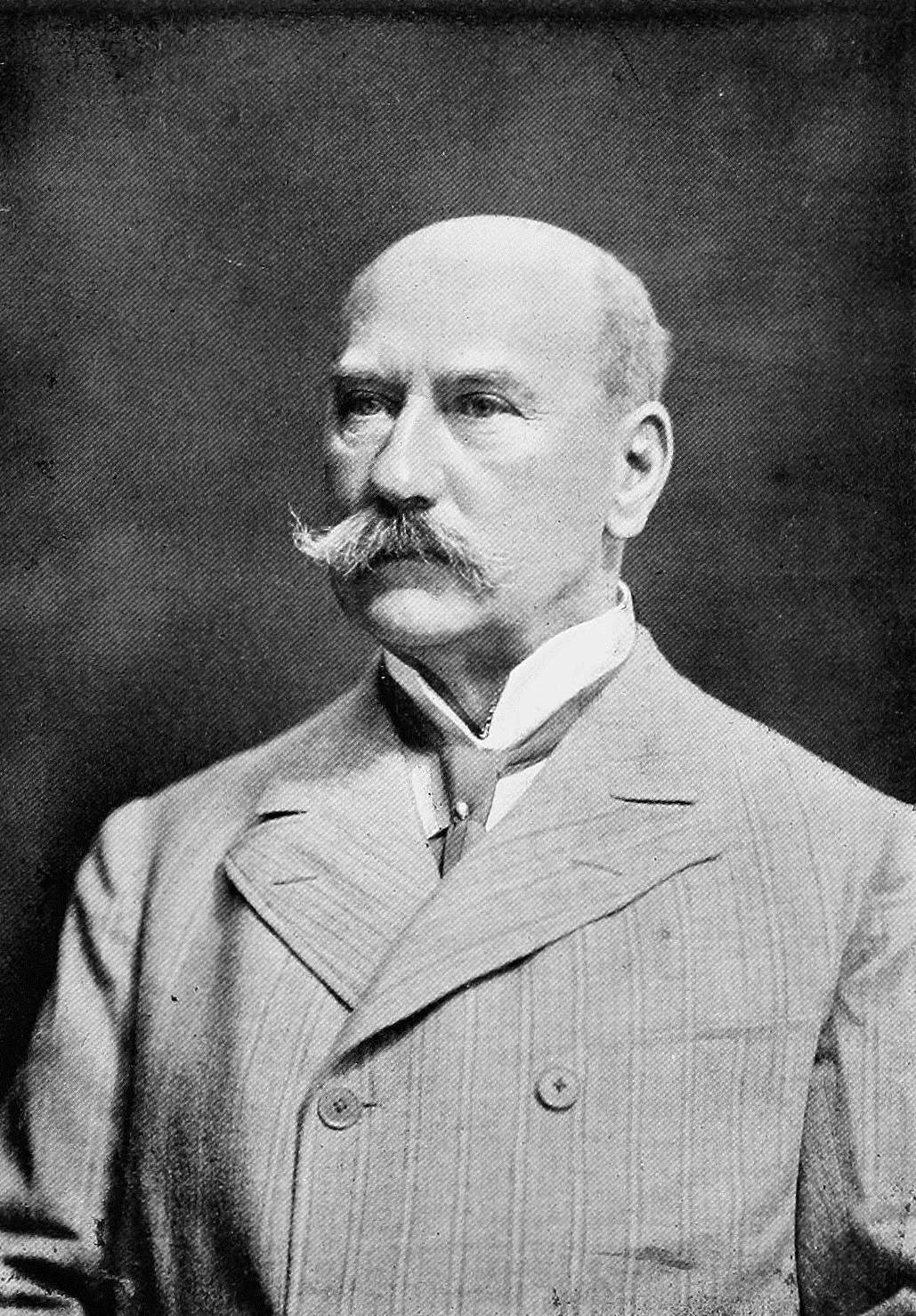
Henry Brackenbury

Sir Henry Brackenbury RA, GCB, KCSI, PC (* 1. September 1837 in Bolingbroke, Lincs; † 20. April 1914) war ein britischer General, Autor und Chef des Militärnachrichtendienst. Er kämpfte in verschiedenen britischen Kolonialkriegen, u. a. an der Goldküste, in Südafrika und im Sudan.

## Leben und militärische Karriere
Henry Brackenbury war ein Sohn von William Brackenbury, der im 61. Regiment gedient hatte, und Maria, Tochter von James Atkinson und Witwe von James L. Wallace. Brackenbury wurde erzogen und ausgebildet in Tonbridge, am Eton College und an der Royal Military Academy in Woolwich. Am 7. April 1856 trat er in die Königliche Artillerie ein. Während des Sepoy-Aufstandes (1857–58) wurde er in Zentralindien eingesetzt (Banda, Kirwee; Medaille mit Spange). 1870–71 nahm er am Deutsch-Französischen Krieg als Beobachter teil.
1873–1874 nahm Brackenbury an der Goldküste am Aschanti-Krieg unter Garnet Joseph Wolseley teil (Amouful, Kumasi; Medaille mit Spange). Brackenbury gehörte zu den 35 Offizieren die Wolseley für diesen Einsatz ausgewählt hatte und die später den sogenannten Ashanti-Ring bildeten. Die Gruppe erlangte durch gegenseitige Unterstützung einen bedeutenden Einfluss auf die viktorianische British Army und übernahm bis zum Ende des Jahrhunderts die führenden Positionen.
1879–80 kämpfte er im Zulukrieg und wurde ausgezeichnet mit Medaille mit Spange. Brackenbury wurde 1880 Privatsekretär Lord Lyttons, des Vizekönigs von Indien, 1881–82 war er Militärattaché in Paris und 1882 zweiter Untersekretär des Lord Lieutenant of Ireland.
Brackenbury nahm 1884–85 an Wolseleys Gordon Relief Expedition zur Rettung von Gordon Pascha und zum Entsatz von Khartum während des Mahdi-Aufstandes im Sudan teil. Während das so genannte Camel Corps unter Sir Herbert Stewart direkt durch die Wüste marschierte rückte die Hauptstreitmacht (River Column), unter Generalmajor William Earle, von Kurti aus mit Dampfern auf dem Nil vor. Nach dem Tode Earles führte Brackenbury 1885 die River Column. Wegen seiner Verdienste wurde er zum Generalmajor befördert.
Brackenbury übernahm 1886 die Führung der Intelligence Branch (Militärnachrichtendienst) innerhalb des Quartermaster General's Department. Anfangs war die Intelligence Branch ausschließlich mit dem Sammeln von Informationen beschäftigt, doch unter der Führung von Brackenbury wurde sie zunehmend mit Planungsaufgaben betraut. Trotz dieser Schritte hin zu einem neu entstehenden Generalstab blieb die Intelligence Branch jedoch ein rein beratendes Gremium. Die Branch wurde 1888 in das Adjutant General's Department verlegt und Brackenburys Titel wurde in Director of Military Intelligence geändert. 
Von 1891 bis 1896 war er Militärisches Mitglied des Rates des Vizekönigs von Indien, 1896–99 Präsident des Ordnance Committee und seit 1897 Colonel Commandant Royal Artillery. Von 1899 bis 1904 war er Director-General of Ordnance im Kriegsministerium. In dieser Funktion war er im Zweiten Burenkrieg verantwortlich für Lieferung der Waffen, Munition, Bekleidung und anderer Ausrüstung. 1901 wurde er zum Full General ernannt und nahm 1904 seinen Abschied aus dem aktiven Dienst.

## Ehen
- 1861, Emilia († 1905), Tochter von Edmund Storr Halswell und Witwe von Reginald Morley
- 1905, Edith, Tochter von Louis Desanges

## Auszeichnungen
- Companion of the Order of the Bath (CB) 17. April 1880, Knight Commander of the Order of the Bath (KCB) 26. Mai 1894 und 1900 Knight Grand Cross of the Order of the Bath (GCB), alle für militärische Verdienste
- Orden des Sterns von Indien (KCSI) für Verdienste als Mitglied des Rates für Indien, 1. Januar 1896
- Offizier der Ehrenlegion
- königlich bayerischer Orden vom hl. Michael
- Eisernes Kreuz

## Werke
- The Last Campaign of Hanover: A lecture delivered at the Royal United Service Institution on 1st April , 1870, Mitchell, 1870
- The Tactics of the Three Arms, 1873
- Fanti and Ashanti: Three papers read on board the S.S. Ambriz on the voyage to the Gold Coast,  W. Blackwood and Sons, London, 1873
- The Ashantee War: A Narrative. Prepared from the Official Document by Permission of Major-General Sir Garnet Wolseley, 2 Bände, 1874 (reprint N&MP, 2002, ISBN 1-84342-399-5)
- The River Column: A narrative of the advance of the River Column of the Nile Expeditionary Force, and its return down the rapids, W. Blackwood & Sons, London, 1885 (reprint Battery Press, 1993, ISBN 0-89839-184-9)
- Some Memories of My Spare Time, W. Blackwood & Sons, London, 1909